# San Lino
La diaconie cardinalice de San Lino (Saint Lin) est instituée le 24 novembre 2007 par Benoît XVI dans la bulle Purpuratis Patribus et rattaché à l'église San Lino (it) qui se trouve dans le quartier Primavalle à l'ouest de Rome.

## Titulaires
- Giovanni Coppa (2007-2016 )
- Giovanni Angelo Becciu (depuis 2018)